# Luj Altiser
Luj Pjer Altiser (fr. Louis Pierre Althusser; Birmandreis, 16. oktobar 1918 — Pariz, 22. oktobar 1990) bio je francuski filozof i sociolog poznat po marksističkom pristupu u filozofiji. Njegovo najpoznatije delo je Ideologija i ideološki aparati države. S tim delom nadograđuje Marksovu ideju ideologije i širi je kombinujući marksistički i strukturalistički pristup.